# Pisinna hipkinsi
Pisinna hipkinsi is een slakkensoort uit de familie van de Anabathridae. De wetenschappelijke naam van de soort is voor het eerst geldig gepubliceerd in 1965 door Ponder.